# Étienne Sainte-Claire Deville
Pour les articles homonymes, voir Sainte-Claire Deville, Sainte-Claire (homonymie) et Deville.
Charles Étienne Sainte-Claire Deville, né le 3 mai 1857 à Paris (Seine) et mort à Paris le 26 mars 1944, était un militaire français. Il est célèbre pour être l'un des inventeurs du canon de 75 millimètres français avant la Première Guerre mondiale.

## Distinctions
- Grand-croix de la Légion d'honneur (décret du 8 juillet 1932)
- Médaille coloniale
- Officier du Nichan Iftikhar (Tunisie)